# HD 198820
HD 198820，又名BD+32 3974，SAO 70596、HR 7996，是一颗恒星，视星等为6.44，位于銀經75.83，銀緯-7.36，其B1900.0坐标为赤經20h 47m 56.1s，赤緯+32° -7.36′ 23″。